# La linterna
La Linterna és el programa de ràdio informatiu, polític i econòmic, cultural i de debat nocturn de la Cadena COPE. Dirigit i presentat des de 2018 per Ángel Expósito, s'emet de dilluns a divendres de 19.00 a 23.30 hores, corresponent l'última hora dels divendres a La Linterna de la Iglesia, dirigida i presentada per Faustino Catalina.

## Història

### Javier González Ferrari (1987-1991)
'La Linterna' va començar a emetre's al setembre de 1987 com una secció del programa Un día en España, que el periodista Javier González Ferrari dirigia i presentava en la cadena Cope en substitució de l'anterior, La espuela. Es tractava d'un espai pioner en la ràdio espanyola a adoptar el format de tertúlia política, a imatge i semblança de La trastienda, el programa que el mateix Ferrari havia creat en la Cadena Ser uns anys abans. En la primera temporada els contertulians van ser Emilio Romero, Julián Lago i Pilar Cernuda. En la temporada 1988-1989 es van mantenir Romero i Cernuda i es va incorporar Carlos Carnicero. En abril de 1989, un incident verbal entre aquest últim i Emilio Romero va provocar una polèmica que va arribar a la Conferència Episcopal i que va acabar amb la sortida de Romero del programa.
En 1991, González Ferrari abandona la direcció de l'espai per a passar a dirigir Cada día, el matinal de l'emissora episcopal, en substitució de Luis del Olmo.

### Luis Herrero (1992-1998)
En 1992 es produeix en l'emissora episcopal l'aterratge de l'equip de professionals procedents d'Antena 3 Radio. Antonio Herrero passa a dirigir La mañana, José María García el programa esportiu nocturn Supergarcía en la hora cero i Luis Herrero es fa càrrec de l'informatiu La linterna. Durant aquesta època, el programa va comptar amb comentaristes com José Luis Balbín, Melchor Miralles, Federico Jiménez Losantos, Amando de Miguel, Antonio Casado, Luis Mariñas o Manuel Martín Ferrand.

### Federico Jiménez Losantos (1998-2003)
En maig de 1998 i després de la mort d'Antonio Herrero, Luis Herrero va ocupar el seu lloc al capdavant de La mañana de la cadena. Federico Jiménez Losantos pren els regnes de 'La Linterna', on hi roman fins juny de 2003, quan substitueix Herrero, elegit eurodiputat, al capdavant de 'La Mañana'.
No obstant això, amb l'entrada de Federico Jiménez Losantos com a director i presentador de La Linterna, el programa deixa de ser líder en la sev franja horària i passa a ser-ho l'informatiu Hora 25 de la cadena Ser.

### José Apezarena (2003-2004)
Després de la marxa de Jiménez Losantos, José Apezarena, director dels serveis informatius de la cadena, es fa càrrec del programa. No obstant això, no compleix les expectatives d'audiència fixades i després del fracàs al capdavant de la direcció de l'informatiu nocturn, és nomenat director d'antena de la cadena en juny de 2004 deixant la direcció i presentació de l'espai a César Vidal Manzanares.

### César Vidal (2004-2009)
L'escriptor i periodista, que ja era col·laborador de 'La Mañana' amb Federico Jiménez Losantos, assumeix la direcció i presentació de l'espai introduint alguns canvis respecte a l'etapa anterior, entre els quals destaquen un editorial amb una durada apróximada de 8 a 9 minuts.
En aquesta etapa, van participar en la tertúlia analistes polítics com Javier Rubio Navarro, José Tomás Raga, Esther Palomera i Luis del Pino; Carmen Tomás, Juan Velarde i Alberto Recarte estudiaven les dades econòmiques del dia a La Linterna de la economía; Gabriel Albiac, Rafael Escalada i Sagrario Fernández Prieto realitzaven la secció cultural i Isaac Jiménez feia el mateix amb la informàtica i els videojocs.

### Juan Pablo Colmenarejo (2009 - 2018)
En estiu de 2009, després de la marxa de Jiménez Losantos i César Vidal a esRadio, la direcció encarrega a Juan Pablo Colmenarejo, fins llavors director dels serveis informatius d'Onda Cero, la direcció i presentació de l'informatiu nocturn 'La Linterna'. En 2010, amb l'impuls de l'emissora a la informació esportiva i el fitxatge de professionals provinents de l'equip d'esports de la Cadena Ser, Rubén Martín i, posteriorment, Manolo Lama, dirigeixen una franja diària de mitja hora en el programa dedicada als esports. Totes les sintonies del programa són bandes sonores de pel·lícules.

### Ángel Expósito (2018-)
Des de setembre de 2018, el periodista Ángel Expósito procedent del programa de la tarda, assumeixen la presentació de l'espai.

## Equip
- Director i presentador: Ángel Expósito
- Subdirectora: Marta Ruiz
- Producció: Belén Montes, Paloma Rodríguez i Cristina Platero.
- Redacció: Joaquín Vizmanos, Ramón García Pelegrín, Alicia García, Mamen Vizcaíno yi Javier Fernández-Mardomingo.
- Realització tècnica: Antonio Mora
- Esports a 'La Linterna': Manolo Lama i la redacció d'Esports.
- Contertulians: Esther Palomera, Fermín Bocos, Federico Quevedo, Juan Carlos Girauta, Francisco Marhuenda, Miguel Ángel Gozalo, Javier Fernández Arribas, Pilar Gómez Rubio, Fernando Jáuregui, Bieito Rubido, Ignacio Sánchez Cámara, Juan Bosco Martín-Algarra, Victoria Prego, Ángel Collado, Fernando Rayón, Román Cendoya y Ramón Pérez Maura.
- Contertulians de l'Equip Econòmic: Mikel Buesa, Javier Díaz Giménez, Carlos Sánchez, Miguel Ángel Belloso i Fernando Méndez Ibisate.
- Revista de premsa: Fernando Rayón.

## Audiència
Segons la 1a onada de 2018, 'La Linterna' obté 700.000 oïdors diaris, el segon programa informatiu nocturn més escoltat, per darrere de HHora 25 de la Cadena SER i per davant de La Brújula i 24 horas d'Onda Cero i RNE, respectivament.